# Damdamçeşme
Damdamçeşme (Engels: Dam-Dam-Cheshme, Russisch: Дам-Дам-Чешме, Dam-Dam Tsjesjme) is een rotsschuilplaats  en  archeologische vindplaats in het Balkangebergte van Turkmenistan, met archeologische lagen daterend van het late mesolithicum tot neolithicum.
De site werd in de jaren 1950 ontdekt en onderzocht door Aleksej Okladnikov. In de jaren 1970 werd nieuw onderzoek verricht door  door Gennadi Markov. Nabij de oorspronkelijke vindplaats, Damdamçeşme 1, werden later nog de sites 2 en 3 gevonden.
In de onderste laag werden diverse werktuigen uit het mesolithicum gevonden. 
De bovenste lagen bevatten neolithische artefacten.
Afgaande op de botten van wilde dieren die in de grotten zijn gevonden, leefden de mensen die daar woonden van jagen en vissen.
Damdamçeşme werd, samen met nabijgelegen sites als Jebel en Gaýly, oorspronkelijk in verband gebracht met de mesolithische Trialeticultuur in de Kaukasus, later met sites in Noord-Iran als een afzonderlijk Kaspisch mesolithicum. 
De neolithische lagen toonden verwandschap met de Kelteminarcultuur. 